# São José da Vitória
São José da Vitória là một đô thị thuộc bang Bahia, Brasil. Đô thị này có diện tích 53,395 km², dân số năm 2007 là 4344 người, mật độ 81,4 người/km².